# Fanfarenzug Greiz

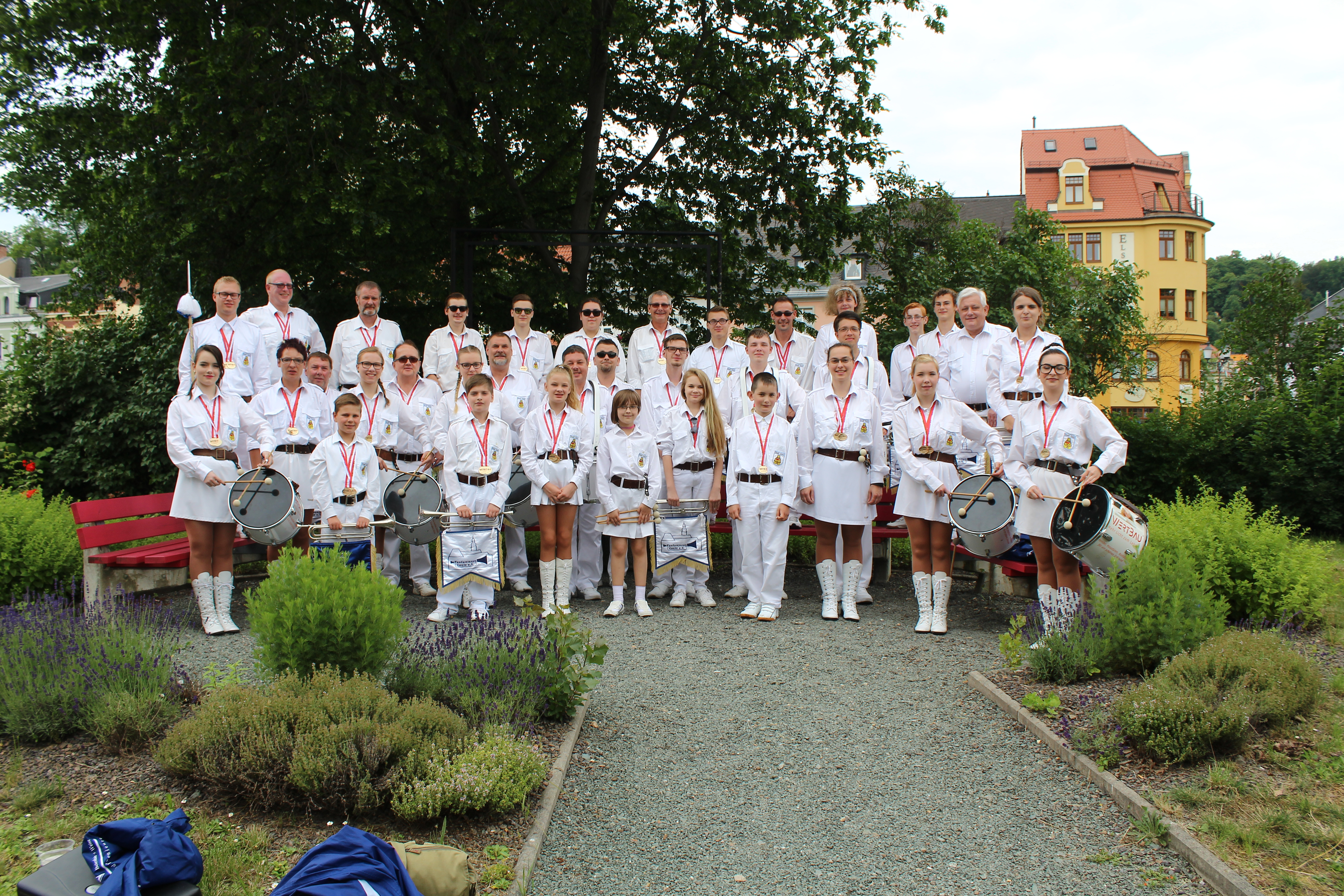
Der Fanfarenzug Greiz beim Park- und Schlossfest in Greiz

Der Fanfarenzug Greiz wurde 1964 auf Initiative des Lehrers Eberhard Andreä in Greiz gegründet.
1969 nahm der Fanfarenzug erstmals am Turn- und Sportfest der DDR in Leipzig teil. Seit 1974 war der Fanfarenzug Greiz mehrfach Bezirksmeister des Bezirks Gera. Durch die anhaltend sehr guten Leistungen wurde er Mitglied der Sonderklasse des DTSB der DDR. Nach lokalen Wettbewerben auf Landesebene nach den ersten 20 Jahren nach der deutschen Wiedervereinigung wurde der Fokus ab den 2010er Jahren wieder auf nationale und ab 2018 auch auf internationale Wettbewerbe gelegt.
Als Instrumente benutzen die Musiker die B/Es-Umschaltfanfare, die Marschtrommel und die „Tom-Tom“ genannte Hochtrommel.

## Geschichte
Der Fanfarenzug Greiz e.V. wurde im Jahre 1964 von Eberhard Andreä an der Goetheschule in Greiz gegründet. Er entdeckte auf dem Boden der Schule alte Fanfaren und Trommeln. Das animierte ihn, den Schülern das Spielen dieser Instrumente beizubringen. Das einzige Problem war jedoch, dass es keine Noten für den Schulfanfarenzug gab, da die meisten Titel aus der Zeit des Nationalsozialismus stammten. Aus diesem Grund ergriff Eberhard die Initiative, selbst ein paar eigene Titel zu komponieren. So spielten die Spielleute des Schulfanfarenzuges vor allem zu Appellen und Schulfesten. Von da an entwickelte sich der Fanfarenzug bis 1969 in kleinen Schritten immer weiter. Tatkräftige Unterstützung dabei erhielt der Verein durch den Fanfarenzug Elsterberg.
1969 fuhr Eberhard Andreä mit circa 30 Spielleuten aus dem Greizer, Elsterberger und Teichwolframsdorfer Fanfarenzügen sowie mit zwei Fanfarenzügen der Jugendwerkhöfe Hummelshain und Wolfersdorf zum ersten Mal zum „Deutschen Turn- und Sportfest“ nach Leipzig und nahmen von da an regelmäßig an diesem Wettbewerb teil.
Die ersten zehn Jahre war es sehr schwierig, an Instrumente zu gelangen. Dieser Mangelsituation zugute kam, dass die Betriebssportgemeinschaft Greiz (BSG Fortschritt Greiz; später in Greika Greiz umbenannt), ein Zusammenschluss von Sportinteressierten, in den deutschen Turn- und Sportbund eintrat. Von nun an wurde der Verein schließlich auch materiell unterstützt. Im Jahre 1972 sammelte der Verein dann erste Wettkampferfahrungen bei den Bezirksmeisterschaften. Hier konnte der 3. Platz errungen werden.
1973 nahm der Verein erneut bei den Bezirksmeisterschaften in Eisenberg teil und gewann diese. Außerdem wirkten sie an der Musikschau des deutschen Turn- und Sportbundes mit. Anlass hierfür waren die 10. Weltfestspiele der Jugend und Studenten. Dies gab dem Fanfarenzug einen außerordentlichen Schub, denn es wurde an Trainingslagern teilgenommen. Am Turn- und Sportfest in Leipzig 1977 nahmen sie ebenfalls teil.
1978 belegte der Verein mit nur circa 40 Mitgliedern den 3. Platz bei der 1. DDR-Meisterschaft in Ziegelrode. Der bis daher größte Erfolg. Ab diesem Zeitpunkt befand und hielt sich der Fanfarenzug durch diese und weitere gute Leistungen in der Sonderklasse des deutschen Turn- und Sportbundes der DDR. Der Greizer Fanfarenzug zählte damit zu den besten acht Fanfarenzügen der DDR. Bis 1989 nahm der Zug aus Greiz an allen DDR-Meisterschaften teil und erzielte hierbei stets sehr gute Ergebnisse.
Der Fanfarenzug Greiz erfuhr bereits damals großen Zuspruch seitens der Greizer und konnte die Stadt überregional vertreten. Dies ist vor allem den ehemaligen Übungsleitern Michael Czerwenka, Michael Lippert, Uwe Scholz und Uwe Orgel zu verdanken.
Politische Wende
In der Zeit der Wiedervereinigung beziehungsweise danach war der Greizer Fanfarenzug nahezu der einzige Fanfarenzug im Umfeld, der weiterhin musizierte und trainierte. Mitgliederschwund und ein langsamer Neuaufbau folgten in den nächsten Jahren.
Ab 2000
Die ersten 10 Jahre nach der Wiedervereinigung nahm der Verein immer wieder an Landesmeisterschaften in Thüringen teil. Ab 2011 strukturierte und organisierte sich der Verein neu. Es wurden neue Ziele und Herausforderungen gesteckt. Nach der Landesmeisterschaft 2011 entschloss sich der Fanfarenzug dazu, auch internationale Wettbewerbe anzustreben. Hierfür passte man z. B. die Trainingsmethoden sowie den Trainingsumfang an, erarbeitete eine modernere Choreografie oder studierte neue Titel ein. Man orientierte sich an den internationalen Standards der Fanfaronade.
Als der Greizer Fanfarenzug dann 2013 nach seiner zweijährigen Wettkampfpause an der Fanfaronade in Potsdam teilnahm, konnte mit einer publikumsbegeisternden Show der Fanfarenzug den Showpokal der Landeshauptstadt Potsdam in der „Offenen Klasse“ holen. Die Fanfaronade vermittelte neues Selbstvertrauen und neue Ansprüche.
Im Jahr 2014 nahm der Fanfarenzug zum ersten Mal nach 11 Jahren wieder am Wettkampf der Fanfaronade teil. Er stellte sich in der 2. Division gegen vier andere Vereine aus Deutschland. Angestrebt wurde ein 3. Platz, erreicht jedoch der 4. Platz. In der darauffolgenden Saison wurde noch einmal intensiver trainiert, um das angestrebte Ziel zu erreichen. Im Jahr 2015 erreichte der Greizer Fanfarenzug in der 2. Division in der Kategorie „Marsch“ eine Gold- und in der Kategorie „Show“ eine Silbermedaille. Darüber hinaus erreichten die Greizer erstmals die Qualifikation zur Teilnahme an einer Weltmeisterschaft. Die Krönung erfolgte ein Jahr später: Doppelgold in Marsch und Show bei der Fanfaronade in Neustrelitz. 2018 nahm der Fanfarenzug schließlich am ersten internationalen Wettbewerb in Gorzów Wielkopolski, Polen teil und qualifizierte sich erneut für eine Weltmeisterschaft, welche in 2019 in Kanada stattfinden sollte. Mit erfolgreicher Qualifikation und einem erreichten internationalen 2. Platz in Polen beschloss der Verein nach langem organisatorischem und finanziellem Aufwand im Juli 2019 schließlich zur WM nach Calgary/Kanada zu fliegen. Dort konnte ein 3. im Drumline-Battle, ein 4. Platz in der Marschparade und ein 10. Platz in der Show erreicht werden. Zudem wurde unser Stabführer Robin Vogel Vizeweltmeister in der Kategorie Drum Major Award.

## Auszeichnungen
- 1999: Vizemeister der Thüringer Fanfarenzüge in Klengel-Serba
- 2000: Thüringenmeister in Gera
- 2008: Gewinner des „Lausitz-Cups“ in Hoyerswerda
- 2009: Thüringenmeister in Klengel-Serba
- 2010: Vizemeister der Thüringer Fanfarenzüge in Zeulenroda-Triebes
- 2011: Vizemeister der Thüringer Fanfarenzüge in Ichtershausen
- 2013: Gewinn des Showpokals der Landeshauptstadt Potsdam zur Fanfaronade[1]
- 2014: 4. Platz bei der Showwertung in der zweiten Division der 24. Fanfaronade 2014 in Brandenburg/Havel
- 2015: 2. Platz in der Gesamtwertung der zweiten Division bei der 25. Fanfaronade 2015 in Strausberg (1. Platz Marsch, 2. Platz Show)
- 2015: bei den Thüringer Landesmeisterschaften in Ilmenau in der offenen Wertung als einziger Zug die Höchstnote „Sehr gut“
- 2016: 26. Fanfaronade in Neustrelitz 1. Platz in der zweiten Division Kategorie Marsch und 1. Platz in der Kategorie Show
- 2018: 2. Platz bei dem Wettbewerb „Alte Kameraden“ in Gorzów Wielkopolski, Polen
- 2019: 2. Platz im Individualwettbewerb „Drum Major Wettbewerb“ bei der WM in Calgary, Kanada
- 2019: 4. Platz im Marschwettbewerb bei der WM in Calgary, Kanada
- 2019: 3. Platz im Drumline Battle bei der WM in Calgary, Kanada
- 2019: 10. Platz und das Prädikat Silber im Showwettbewerb bei der WM in Calgary, Kanada

## Teilnahme an Weltrekorden
2013 nahm der Fanfarenzug Greiz an zwei Weltrekordversuchen für das Guinness-Buch der Rekorde im Rahmen der Fanfaronade teil. Ein Weltrekord für die längste Linie von Fanfarenbläser wurde anerkannt.
2016 nahm der Fanfarenzug Greiz an einem Weltrekordversuch für das Guinness-Buch der Rekorde im Rahmen der 26. Fanfaronade teil: Größter Sternmarsch von Fanfaren- und Spielmannszügen 820 Musiker.